# Ron Howard (cestista)
Ronald Howard, detto Ron (Chicago, 14 novembre 1982), è un ex cestista statunitense con cittadinanza haitiana, professionista nella D-League e in Europa.

## Palmarès
- Campione NBDL (2014)
- NBDL MVP (2014)
- All-NBDL First Team (2014)
- Jason Collier Sportsmanship Award (2013, 2014)